# Heinrich Friedrich Link
Pour les articles homonymes, voir Link.
Johann Heinrich Friedrich Link (ou parfois Linck) est un médecin, un botaniste et un  naturaliste allemand, né le 2 février 1767 à Hildesheim et mort le 1er janvier 1851 à Berlin.

## Biographie
Heinrich Friedrich Link est très tôt influencé par son père, August Heinrich Link, pasteur, qui possède une collection d’histoire naturelle. Il étudie la médecine et les sciences naturelles à la Hannoverschen Landesuniversität de Göttingen et obtient son titre de docteur en 1789. Sa thèse s’intitule Flora der Felsgesteine rund um Göttingen. Il suit notamment les cours du fameux naturaliste Johann Friedrich Blumenbach. Il devient Privatdozent à Göttingen.
En 1792, il devient le premier professeur du nouveau département de chimie, de zoologie et de botanique de l’université de Rostock. Durant cette période, il devient l’un des supporters de la théorie antiphlogistique d'Antoine Lavoisier et fait référence, dans ses cours, à l’oxygène à la place du phlogistique. Il est aussi partisan des essais de Jeremias Benjamin Richter pour utiliser les mathématiques en chimie ; Link introduit la stœchiométrie dans ses leçons. En 1806, il bâtit le premier laboratoire de Rostock dans le Seminargebäude.
C’est un auteur prolifique écrivant sur de multiples sujets : physique, géologie, minéralogie, botanique, zoologie, philosophie, éthique, préhistoire et histoire ancienne. Il est élu deux fois recteur de son université.
En 1793, il se marie avec Charlotte Juliane Josephi, sœur de son collègue universitaire, le professeur Wilhelm Josephi (de).
De 1797 à 1799, il visite le Portugal avec le comte Johann Centurius von Hoffmannsegg, un botaniste, entomologiste et ornithologue de Dresde. Ce voyage va définitivement orienter sa carrière scientifique et il se consacre alors à la botanique.
En 1808, il reçoit le prix de l’Académie de Saint-Pétersbourg pour sa monographie Von der Natur und den Eigenschaften des Lichts (nature et caractéristiques de la lumière).
Sa réputation scientifique grandit et il devient internationalement connu. En 1811, il devient professeur de chimie et de botanique à l’université de Breslau, où il est élu, à nouveau, deux fois recteur.
Après la mort de Carl Ludwig Willdenow, il devient en 1815, professeur d’histoire naturelle, conservateur de l’herbier et directeur du jardin botanique de Berlin (Hortus regius Berolinensis), fonction qu’il conserve jusqu’à sa mort. Cette période devient la plus prolifique de sa carrière scientifique. Il enrichit les collections du jardin qui compte 14 000 espèces, la plupart étant des espèces rares. Il travaille en étroite collaboration avec Christoph Friedrich Otto, conservateur du jardin botanique. En 1827, il décrit les genres de cactées Echinocactus et Melocactus. La plupart des espèces de champignons qu’il décrit, conservent encore leur nom d’origine, indiquant la grande qualité de son travail (par exemple : Cordyceps, Creopus (en), Fusarium, Leocarpus (en), Myxomycetes, Phragmidium).
Il est membre de nombreuses sociétés savantes dont l’Académie allemande des sciences Leopoldina et la Royal Society.
Il forme de nombreux naturalistes comme Christian Gottfried Ehrenberg. Durant toute sa vie, il voyage à travers l’Europe. Polyglotte, il parle de nombreuses langues dont l’arabe et le Sanskrit.
À sa mort, Alexander Heinrich Braun lui succède à la tête du jardin botanique de Berlin.
Son œuvre majeure est Handbuch zur Erkennung der nutzbarsten und am häufigsten vorkommenden Gewächse (trois volumes, 1829-1833).

## Liste partielle des publications
- Florae goettingensis specimen, sistens vegetabilia saxo calcareo propria (H. M. Grape, Göttingen, 1789).
- « Versuch einer Eintheilung der Fische nach den Zähnen », Magazin für das Neueste aus der Physik und Naturgeschichte, 6.Bd., 3.St., 1790, p. 28-38.
- Annalen der Naturgeschichte (Göttingen, 1791).
- Dissertationes botanicae ; quibus accedunt Primitiae horti botanici ; et Florae rostochiensis (G. Baerensprung, Suerin, 1795).
- Philosophiae botanicae novae seu Institutionum phytographicarum prodromus (Jo. Christ. Dieterich, Göttingen, 1798).
- Voyage en Portugal, depuis 1797 jusqu'en 1799 (Levrault, Schoell et Cie, Paris, an XII-1803).
- Grundlehren der Anatomie und Physiologie der Pflanzen (Göttingen. 1807); (Principes fondamentaux de l’anatomie et de la physiologie des plantes) (il y démontre, pour la première fois, que les cellules végétales existent individuellement et ne sont pas qu’une partie d’une masse végétale homogène).
- Nachträge zu den Grundlehren etc. (Göttingen. 1809).
- Kritische Bemerkungen und Zusätze zu Karl Sprengels verk über den Bau und die Nature der Gewäsche (C. A. Rümmel, Berlin, deux volumes, 1812).
- Die Urwelt und das Altertum, erläutert durch die Naturkunde (Berlin 1820-1822, deuxième édition 1834) ; (Les Temps préhistorique et antique, expliqués par l’histoire naturelle). Traduction française :
- Le Monde primitif et l'Antiquité expliqués par l'étude de la Nature ; traduit de l'allemand sur la 2e édition par J.J. Clément Mullet ; P., Gide. 1837.
- Enumeratio plantarum horti regii botanici Berolinensis altera (G. Reimer, Berlin, deux volumes, 1821-1822).
- Das Altertum und der Übergang zur neuern Zeit (Berlin 1842) ; (L’Antiquité et la transition à l’époque moderne).
- Elementa philosophiae botanicae (Berlin 1824; deuxième édition, en latin et en allemand, 1837).
- Üeber die Gattungen Melocactus und Echinocactus (Berlin, 1827).
- Hortius regius botanicus Berolinensis (G. Reimer, Berlin, deux volumes, 1827-1833).
- Anatomisch-botanische Abbildungen zur Erläuterung der Grundlehren der Kräuterkunde (Berlin, 1837-1842); (Illustrations de l’anatomie des végétaux pour l’initiation des herboristes).
- Ausgewählte anatomisch-botanische Abbildungen (Berlin, 1839-1842) (Sélection d’illustrations anatomiques végétales).
- Filicum species in horto regio Berolinensi cultae (Berlin, 1841) (Les espèces de fougères du Jardin botanique de Berlin).
- Anatomie der Pflanzen in Abbildungen (Berlin, 1843-1847) (L’anatomie des plantes illustrée).
- Il a également publié avec Friedrich Otto :
  - Icones plantarum selectarum horti regii botanici Berolinensis (Berlin, 1820-1828) (Illustrations d’une sélection de plantes du Jardin botanique du Berlin).
- Également avec Christoph Friedrich Otto et achevé par Johann Friedrich Klotzsch
  - Icones plantarum rariorum horti regii botanici Berolinensis (Berlin 1828-31) (Illustrations de végétaux rares du Jardin botanique de Berlin).
- Il est l’auteur, avec le comte von Hoffmansegg, de :
  - Flore portugaise (Berlin, 1809-1840), qui est longtemps un ouvrage de référence.